# Porcellanaster
Porcellanaster is een geslacht van kamsterren, en het typegeslacht van de familie Porcellanasteridae.

## Soorten
- Porcellanaster ceruleus Wyville Thomson, 1877
- Porcellanaster ivanovi Belyaev, 1969